# Oppositionsführer
Als Oppositionsführer wird jemand bezeichnet, der eine Gegenfigur zum Regierungschef bzw. Staatsoberhaupt ist und eine Leitfigur der politischen Opposition ist.
Im britischen Unterhaus und in Parlamenten der Commonwealth Realms ist „Oppositionsführer“ ein institutionalisierter Titel. Im parlamentarischen Regierungssystem gilt etwa der Fraktionsvorsitzende der größten Oppositionsfraktion als Oppositionsführer. In autoritär regierten Staaten können aber auch Menschen als Oppositionsführer gelten, die kein politisches Mandat innehaben oder denen ein solches aus politischen Gründen verwehrt wird.

## Australien
In Australien, wo die Regierungsform auf dem Westminstersystem basiert und daher der britischen ähnelt, ist die Rolle des Oppositionsführers seit 1920 ein offiziell vom Staat anerkanntes Amt. Ihr oder ihm kommen besondere Aufgaben und Privilegien im Repräsentantenhaus zu, wie zum Beispiel das Recht, sich bei einer Debatte als erster zu Wort zu melden und die gleiche Redezeit wie der Premierminister zu beanspruchen. Der Oppositionsführer ernennt und leitet auch das Schattenkabinett. Aufgrund des hohen Anspruchs und Aufwands des Amtes bekommt er zusätzlich zu seinem Gehalt als ordentlicher Abgeordneter einen Gehaltszuschuss von 85 %. Oppositionsführer von Mai 2022 bis Mai 2025 war Peter Dutton.

## Deutschland
Das Amt eines Oppositionsführers besteht in der Bundesrepublik Deutschland nur im Landtag von Schleswig-Holstein. Ansonsten handelt es sich nur um einen kritisierten Sprachgebrauch ohne Rechtsgrundlage, mit dem zumeist der Vorsitzende der größten Fraktion bezeichnet wird, die in Opposition zur Regierung steht. Der Politikjournalist Hans Peter Schütz bezeichnete 2009 die Vorsitzenden der drei damaligen Oppositionsfraktionen des Bundestags als Oppositionsführer (Mehrzahl). Redakteure der vom Deutschen Bundestag herausgegebenen Wochenzeitung Das Parlament bezeichneten 2018 in einem Interview die stärkste Oppositionsfraktion als Oppositionsführer; der interviewte Fraktionsvorsitzende Alexander Gauland erwiderte: „Ich finde diese Bezeichnung ‚Oppositionsführer‘ ein wenig komisch.“ Nach der Verlaufskurve des Digitalen Wörterbuchs der deutschen Sprache hatte der Gebrauch in bedeutenden überregional verbreiteten Tages- und Wochenzeitungen 1989 seinen Höhepunkt erreicht und ist seitdem um etwa zwei Drittel zurückgegangen.

### Deutscher Bundestag
Weder das Grundgesetz noch die Geschäftsordnung des Deutschen Bundestages enthalten den Begriff der Opposition. Den Fraktionen des Bundestages sind besondere Rechte eingeräumt, nicht aber deren Vorsitzenden.
Die CDU-Politiker Helmut Kohl (Vorsitzender der CDU/CSU-Fraktion 1976–1982), Angela Merkel (2002–2005) und Friedrich Merz (2022–2025) konnten direkt von der Rolle des Vorsitzenden der größten Oppositionspartei durch ein Misstrauensvotum bzw. durch Wahlen in das Amt des Bundeskanzlers wechseln.

### Landesparlamente
Obwohl in mehreren deutschen Ländern inzwischen der Begriff der Opposition in der Landesverfassung verankert ist, besteht nur in Schleswig-Holstein das Amt eines Oppositionsführers. Es kommt dem Vorsitzenden der Oppositionsfraktion mit den meisten Mandaten zu. Bei Fraktionen mit gleicher Stärke entscheidet die Stimmenzahl der Parteien bei der letzten Landtagswahl; in dritter Instanz entscheidet das Los.
| Volksvertretung                  | Name                                | Fraktion | Fraktion              |
| -------------------------------- | ----------------------------------- | -------- | --------------------- |
| Landtag von Baden-Württemberg    | Andreas Stoch                       |          | SPD                   |
| Bayerischer Landtag              | Katrin Ebner-Steiner                |          | AfD                   |
| Abgeordnetenhaus von Berlin      | Bettina Jarasch und Werner Graf     |          | Bündnis 90/Die Grünen |
| Landtag Brandenburg              | Hans-Christoph Berndt               |          | AfD                   |
| Bremische Bürgerschaft           | Wiebke Winter                       |          | CDU                   |
| Hamburgische Bürgerschaft        | Dennis Thering                      |          | CDU                   |
| Hessischer Landtag               | Robert Lambrou                      |          | AfD                   |
| Landtag Mecklenburg-Vorpommern   | Nikolaus Kramer                     |          | AfD                   |
| Niedersächsischer Landtag        | Sebastian Lechner                   |          | CDU                   |
| Landtag Nordrhein-Westfalen      | Jochen Ott                          |          | SPD                   |
| Landtag Rheinland-Pfalz          | Gordon Schnieder                    |          | CDU                   |
| Landtag des Saarlandes           | Stephan Toscani                     |          | CDU                   |
| Sächsischer Landtag              | Jörg Urban                          |          | AfD                   |
| Landtag von Sachsen-Anhalt       | Oliver Kirchner und Ulrich Siegmund |          | AfD                   |
| Schleswig-Holsteinischer Landtag | Serpil Midyatli                     |          | SPD                   |
| Thüringer Landtag                | Björn Höcke                         |          | AfD                   |

## Israel
In Israel ist das Amt des Oppositionsführers seit 2000 offiziell anerkannt. Der regierende Premierminister ist seitdem verpflichtet, sich mindestens einmal im Monat mit dem aktuellen Oppositionsführer zu treffen und ihn oder sie über wichtige staatliche Themen zu informieren. Zudem steht dem Oppositionsführer im Parlament und bei staatlichen Zeremonien das erste Rederecht nach dem Premierminister zu.
Oppositionsführer wird standesgemäß der oder die Vorsitzende der größten im Knesset vertretenden Partei, die nicht Teil der Regierung ist.

## Südafrika
In Südafrika ist die Rolle des Oppositionsführers seit 1946 offiziell anerkannt. In der aktuellen, seit 1994 bestehenden Staatsform ist die Rolle in der Verfassung verankert. Derzeitiger Oppositionsführer ist John Hlophe von der Partei uMkhonto we Sizwe.

## Vereinigtes Königreich
Wie in vielen Ländern, die das Westminstersystem verwenden, gibt es im britischen Unterhaus sowie in den Parlamenten der sog. Commonwealth Realms den institutionalisierten Titel des Oppositionsführers. Der Vorsitzende der stärksten Oppositionsfraktion führt dort den Titel Leader of His Majesty's Most Loyal Opposition („Führer der allertreuesten Opposition Ihrer Majestät“); der Titel geht auf die verfassungsrechtliche Fiktion zurück, dass es sich bei der Politik der Regierung um die Politik des Königs selbst (His Majesty’s Government) handelt: vor diesem Hintergrund ist es nötig, besonders herauszustellen, dass man nur die Politik ablehnt, zum König selber aber loyal ist, um andererseits auch vom König trotz Oppositionshaltung („gegen ihn“) als loyal und nicht als Staatsfeind anerkannt zu werden. In der Berichterstattung wird der Oppositionsführer meist einfach als Leader of the Opposition bezeichnet. Zu den Hauptaufgaben des Oppositionsführers gehört die Ernennung und Leitung eines Schattenkabinetts, eine Gruppe von hypothetischen Ministern (Schattenminister) aus der größten Oppositionspartei, welche parallel zur aktuellen Regierung laufend das hypothetische Regierungsprogramm der Opposition erarbeitet und im Fall eines Regierungswechsels das neue Kabinett bildet.
Seit 1937 hat der Oppositionsführer einen in britischen Gesetzen anerkannten Status; so erhält er beispielsweise aus der Staatskasse ein Gehalt, das über die üblichen Bezüge von Abgeordneten hinausgeht. Derzeitiger Leader of the Opposition im britischen Unterhaus ist seit November 2024 Kemi Badenoch.

## Vereinigte Staaten
Im präsidentiellen Regierungssystem der Vereinigten Staaten ist der Präsident, anders als in parlamentarischen Systemen, nicht Mitglied des Parlaments (Congress) und hat außerhalb der Wahlkampfsaison meist nicht einen alleinigen politischen Gegenspieler. Die Opposition wird oft von hohen Amtsträgern derjenigen Partei, welche nicht den Präsidenten stellt, geführt. Auch innerhalb der beiden Kammern des Congress haben die Anführer der jeweiligen Minderheitsparteien offizielle Ämter inne (minority leaders), welche den Positionen eines Oppositionsführers entsprechen.

## Sonstige Verwendung des Begriffs

### Belarus
In der Republik Belarus hat sich nach der Präsidentschaftswahl 2020 eine Protestbewegung gegen Aljaksandr Lukaschenka formiert. Als Anführer gelten unter anderem Swjatlana Zichanouskaja und Maryja Kalesnikawa. Sie werden vom Koordinierungsrat getragen.

### Russland
In Russland galt nach Einschätzung westlicher Medien Alexei Nawalny als Oppositionsführer.